# 野中五郎
野中 五郎（のなか ごろう、1910年（明治43年）11月18日 - 1945年（昭和20年）3月21日）は、日本の海軍軍人。特攻兵器「桜花」を擁する神雷部隊指揮官として九州沖航空戦に参加。最終階級は戦死による二階級特進で海軍大佐。海兵61期卒。

## 経歴
1910年（明治43年）11月18日に東京府四谷で陸軍少将である父野中勝明のもとに生まれる。本籍地（出身）は岡山県岡山市。兄に野中次郎陸軍中佐、二・二六事件の首謀者の一人で自決した野中四郎陸軍歩兵大尉がいる。五郎は仲のよかった姉が海軍士官(安藤憲栄少将)と結婚したことが契機となって海軍を志す。東京府立四中を経て、1933年（昭和8年）11月に海軍兵学校（61期）卒業、少尉候補生。海兵60期として入学したが、留年により61期卒業となった。鈴木實と親しかったという。旧制府立四中の後輩で、海兵61期同期の深井俊之助少佐によれば、一風変わっていて有名だったが、性格はとても真面目で優しい男であったという。
1935年（昭和10年）4月海軍少尉任官。1935年10月第27期飛行学生（1936年11月まで）。飛行学生を共に過ごした巌谷二三男海軍少佐によると、べらんめえ調の江戸っ子弁を使い、私室に香を焚き、茶の湯を楽しんでいたという。乗機にも茶道具一式を持ち込んで、戦場到着30分前に喉を潤し、頭に血の上っている部下にもふるまって落ち着かせた。
これはあくまでも同僚や部下の前で見せる自己演出だったようで、家族に対してはべらんめえ調は使わず、また家庭での趣味は園芸とクラシック音楽だったと夫人が証言している。艦上攻撃機搭乗員として空母「蒼龍」に配属されたが、間もなく陸上攻撃機乗りに転身した。1936年（昭和11年）2月29日、兄の野中四郎陸軍大尉が二・二六事件に関与して自決する。五郎は海軍を辞職しようとしたが、上司に説得されて残った。海兵同期の深井と酒を飲み交わした際、野中は「戦争になったら一番危険な第一線に行って、一番危険な任務について立派に死んで、兄貴の汚名をそそぐ」との決意を語った。12月、海軍中尉進級。1938年（昭和13年）11月海軍大尉進級。
1941年（昭和16年）9月第1航空隊分隊長。1941年12月太平洋戦争勃発。開戦時はフィリピン空襲に参加。1942年（昭和17年）8月第1航空隊飛行隊長。11月第752航空隊飛行隊長。
1943年（昭和18年）5月12日にアッツ島の戦いが生起すると、752空が所属する第24航空戦隊も北方方面に投入された。752空の一式陸上攻撃機 21機はただちに幌筵基地に進出したが、悪天候により全く出撃できなかった。23日、天候回復により野中大尉指揮下の陸攻19機はアッツ島周辺の米艦隊へ航空攻撃を敢行、駆逐艦1隻撃沈等の戦果を報じた（未帰還1）。翌24日は陸攻17機で出撃したが霧により敵艦隊を発見できず、邀撃してきたP-38双発戦闘機と交戦し、P-38撃墜8機（不確実2）を報告し、陸攻3機（他に着陸大破1）を喪失した。これ以降、ふたたび天候が悪化して、アッツ島方面に出撃する機会はなかった。10月以降、ギルバート諸島沖航空戦、マーシャル諸島沖航空戦で対機動部隊攻撃に参加。11月、海軍少佐進級。1944年（昭和19年）4月攻撃第703飛行隊隊長。
野中が考えた戦法として、敵の艦隊を暗夜の洋上にとらえると、単縦陣の体形で遠巻きの旋回を繰り返し、折を見て照明弾を投下し、各機が四方八方から敵艦に殺到し魚雷を放ち、敵艦がどう回避しようと魚雷のどれかが当たるというものであった。野中はこの戦術を「車がかり竜巻戦法」と自称していたが、実践したことはなかった。

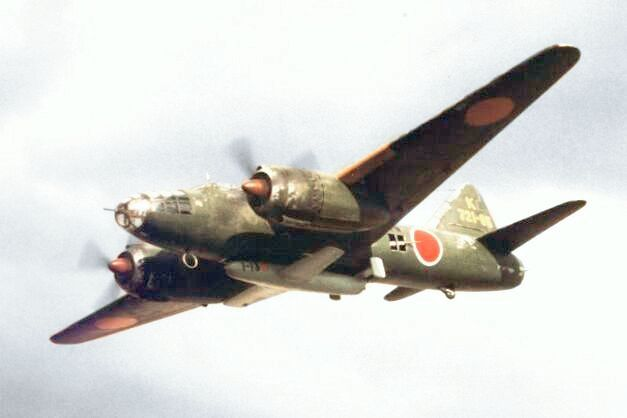
「一式陸攻」の機体に吊るされた「桜花」

第721航空隊（通称「神雷部隊」）の編成に伴い、野中は「桜花」を搭載して出撃地点まで運ぶ陸攻隊の指揮官として1944年10月第721航空隊飛行長に着任。11月攻撃第711飛行隊長。この人事は、721空司令岡村基春大佐が海軍省人事局に、桜花作戦では、母機となる陸攻隊にかなりの損害が見込まれるので、その損害をおして敵の懐に入り込むことができるだけの修羅場をくぐった人材を欲したところ、海軍人事局は野中に白羽の矢を立てた。岡村は「源田サーカス」と持て囃された源田実大佐と並ぶアクロバット飛行の名人であり、生え抜きの戦闘機搭乗員であった。そんな岡村と、雷撃の名手として名を馳せた野中は意気投合し、肝胆相照らした、不惜身命の同志となった。
野中は任侠のような立ち振る舞いを好み、攻撃のことを『殴り込み』といい、自分の飛行機隊を『野中一家』と称していた。野中が陣どる戦闘指揮所の四周は長大な吹き流しと南無妙法蓮華経の大旗がはためき、大きな陣太鼓さえ備えられていた。
721空に3名の搭乗員が着任した際、指揮台にて野中ははるか遠くに目を転じながら、「見渡すかぎりの搭乗員、遠路はるばるご苦労…」と任侠の大親分よろしく見得を切ったが、指揮台から降りる際にはうっすらと涙が浮かんでいた。「飛行機乗りに理屈はいらん。野郎ども、それっ！と云ったら笑って水火も辞さずだ、博徒の心境でいけ、侠客の心境で・・」と意気での指揮を重視する一面もあった。
721空は野中の指揮のもと、連日桜花投下訓練を行ったが、桜花練習機を吊るした一式陸攻は、離陸、上昇、飛行とも鈍重な動作を繰り返しており、野中はそんな様子を見て「この槍（桜花）、使い難し」と評している。また、整備分隊長の大島長生海軍大尉は野中について「『こんな軽業みたいなもの兵器じゃねえ』と言っていました。航空本部から担当者が来ていろいろと議論することが多いんですが、野中少佐は食ってかかっていました。『国賊と言われたって反対してやる』と言っていたのも聞きました。『どうせ、おれは出世しねえんだ』と言っていたのは本気だったのか冗談だったのか」と話している。
ただし軍令部は、たとえ「使い難い槍」であっても、十分な援護戦闘機さえつければ、1,200㎏もの徹甲弾が必殺の槍になると考えていた。司令の岡村も野中らの不安に対して、「桜花攻撃には、日本中の戦闘機をかき集めて陸攻隊の援護にあたることになっている。軍令部の約束でな」と話して不安を解消するよう説いた。岡村の説明を聞いた野中は「そいつは、めでたい。そうとくりゃまかせておけだ」と安心して、ゲオルク・フリードリヒ・ヘンデルの「見よ、勇者は帰る」の一節にあわせて自作した出陣歌を部下の前で披露している。
それでも不安を払拭しきれなかった野中は、1945年（昭和20年）1月、「おれは桜花作戦を司令部に断念させたい」「むろん、俺は必殺攻撃を恐れるものではない。しかし、桜花を吊った陸攻が敵まで到達できると思うか。援護戦闘機がわれわれを守りきると思うか。そんな糞の役にも立たない自殺行為に多数の部下を道づれにすることなど真っ平だ」「司令部では桜花を投下したら陸攻は速やかに帰り、再び出撃せよ、と言っているが、今日まで起居をともにした部下が肉弾となって敵艦に突入するのを見ながら自分たちだけが帰れると思うか」「そんなことは出来ない、桜花投下と同時に自分も目標に体当たりする」と八木田喜好海軍大尉に話している。戦闘機隊へ大きな期待をしていない野中であったが、一式陸攻を護衛する同じ721空の306飛行隊、307飛行隊の零戦搭乗員らには気を使っており、本来、戦闘機搭乗員と陸攻搭乗員は宿舎も別でほとんど交流はなかったのにもかかわらず、野中は酒を片手によく零戦搭乗員らのところにやってくると「いっちょ頼むぞ」とべらんめえ口調で豪快に盃を交わしていた。
九州沖航空戦中の1945年3月20日に、損害を受けて退避中であったアメリカ軍機動部隊に対して桜花による攻撃が行われることとなった。しかし、3月18日には164機もあった五航艦の戦闘機も、3日に渡る九州沖航空戦の激戦で損失や損傷や故障が相次ぎ、桜花部隊の護衛の戦闘機は神雷部隊で32機、203空からの応援が23機で合計55機しか準備できなかった。第五航空艦隊参謀長横井俊之大佐は、護衛機が55機と聞かされた岡村から「参謀長、もっと戦闘機を出せませんか？」と食って掛かられると、「岡村大佐が55機で不安であれば、出撃を中止せざるを得ないと思われます。」と第5航空艦隊司令長官宇垣纏中将に出撃中止を進言したが、宇垣は岡村の肩に手を置くと、諭すように一語一句ゆっくりとした口調で「この状況下で、もしも、使えないものならば、桜花は使う時がない、と思うが、どうかね」と言いきかせた。岡村は覚悟を決めると「ハッ、やります」と決然と云って作戦室を後にした。
岡村は危険性が高い任務には指揮官が先頭に立たねばならないと考えて、野中を呼ぶと「今日は俺が行く、行かねばならぬときがきた」と言い放ったが、野中は「お断りします。司令、そんなに私が信用できませんか！今日だけはいくら司令のお言葉でも、ごめんこうむります」と言葉を荒らげて拒否している。岡村は野中の猛虎のような激しい人柄を熟知しており、一度言った事は絶対に撤回しないと思ったので、そのまま出撃は野中少佐に譲ったが、後年に、この時を回顧する度に岡村大佐の目は涙でいっぱいだったという。
出撃が決まると野中は飛行長岩城邦広海軍少佐に「ろくに戦闘機の無い状況ではまず成功しない。特攻なんてぶっ潰してくれ。これは湊川だよ（湊川の戦いのような始めから勝ち目のない戦の意）」と言った。
1945年（昭和20年）3月21日、第721航空隊の陸攻（母機）18機に「桜花」15機を搭載した第一神風特別攻撃隊神雷部隊に、野中は指揮官として出撃。野中は出撃の際に
と隊員に訓示を行った。野中は訓示を終えると、ひじを曲げてちょっと上げるという、独特のしぐさで岡村に敬礼すると「司令、では征きます」と告げて一式陸攻に乗り込んだ。
同じ721空の306飛行隊、307飛行隊の直掩の零戦32機がついたが、故障により引き返す機が続出して最後は21機となった。さらに岡嶋清熊少佐率いる第203航空隊の零戦23機が制空隊として合流したが、こちらも12機が引き返して11機となり、合計わずか32機となってしまった。さらに、岡嶋ら203空と、721空の306飛行隊、307飛行隊との間には全く連携はなく、306飛行隊でこの日出撃した野口剛によれば、最後まで203空が合流していたことに気が付かなかったという。

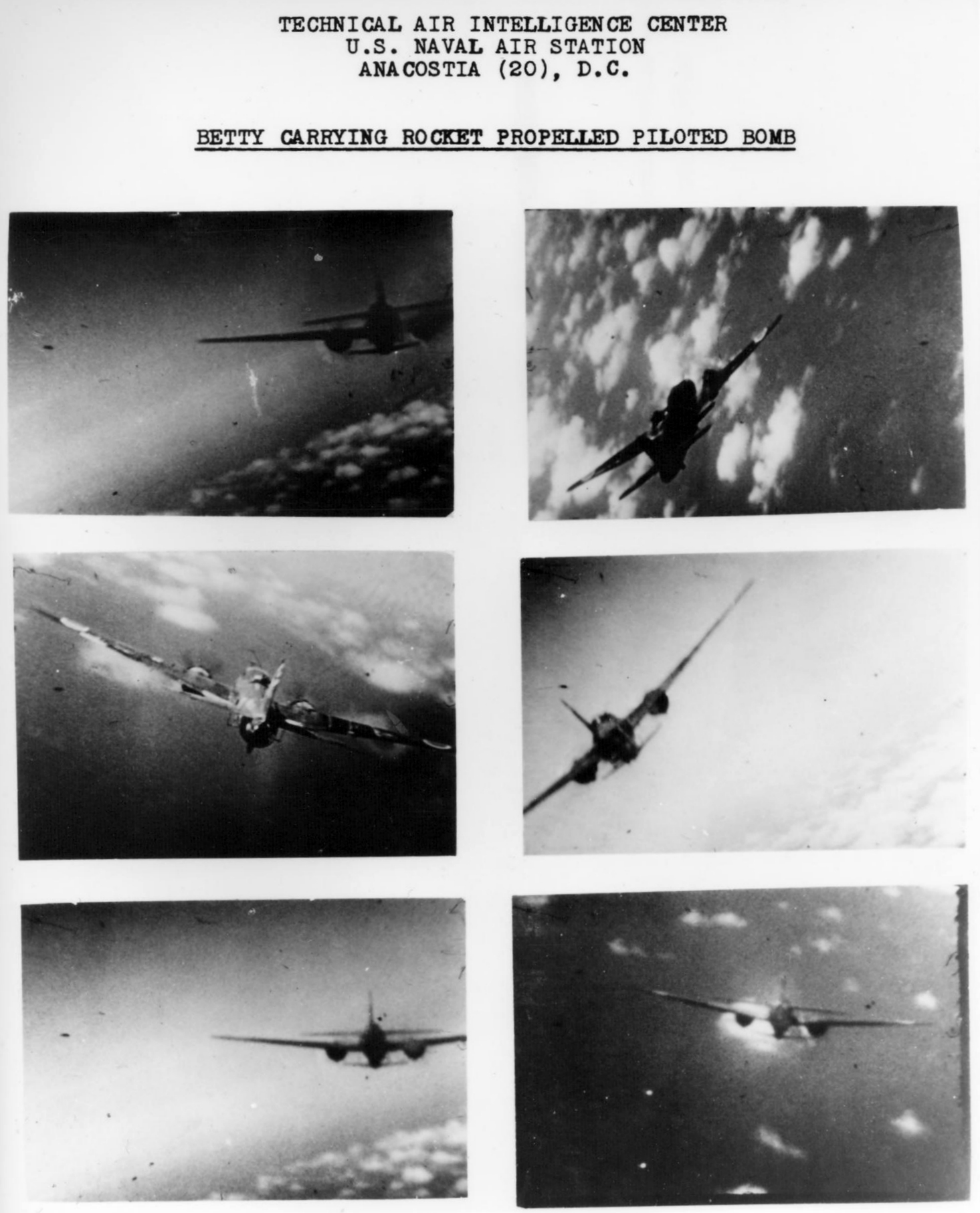
アメリカ軍戦闘機に攻撃される野中率いる一式陸攻隊のガンカメラによる写真

零戦隊は2層になって桜花隊の右後方上空に位置を取った。日本軍編隊がアメリカ軍機動部隊の60マイルまで達したとき、レーダーで誘導されたアメリカ軍の軽空母「ベローウッド」所属の戦闘機隊F6Fヘルキャット合計8機が、最上層の岡嶋ら制空隊の600m上空に到達し、急降下で零戦隊を攻撃してきた。不意をつかれた零戦隊は次々と被弾し、特に岡嶋らの600m下層を飛行していた306飛行隊の損害が大きく次々と撃墜された。「ベローウッド」隊はそのまま一式陸攻の攻撃に向かったが、初弾を免れた岡嶋ら203空が急降下し、攻撃直前のF6F2機に襲いかかり、一時は、「ベローウッド」隊2機対203空零戦11機の空戦となっていたが、それでも「ベローウッド」隊は巧みに戦い、1機も失うことなく203空の零戦隊をくぎ付けにしている。まもなく「ホーネット」の戦闘機隊F6F8機が到着し空戦に加わった。711空の306飛行隊、307飛行隊の零戦の生き残りは、「ベローウッド」隊との空戦に参加せず引き続き一式陸攻を護衛していたが、「ホーネット」隊の増援が到着したのを見ると要撃のため散開してしまい、一式陸攻は無防備に「ベローウッド」隊と「ホーネット」隊の攻撃に晒されてしまうことになった。「ベローウッド」隊からは零戦隊が数的に優位にもかかわらず、あたかも一式陸攻を見捨てて置き去りにしたように見えたという。
野中は援護機が離脱していくのを見ると、作戦続行は不可能と判断し、母機の一式陸攻全機に作戦中止を命じた。このとき野中は、かねてから懸念していた通り、零戦隊が援護としての用を成さず、野中らを置き去りにしたことに憤慨していたという推測もある。野中の指示により、一式陸攻全機は急速に降下しながら180度左旋回し全速で戦場からの脱出をはかり、一時は一式陸攻から離れた306飛行隊、307飛行隊が、常々「腕で神雷（桜花）を守れなかったら、身をもって護れ」と叩きこまれ、出撃時にも再度徹底されていたので、降下して離脱しようとする一式陸攻に続いている。
しかし、桜花を搭載したままで速度と運動性が著しく低下していた一式陸攻は、回避もままならず次々と撃墜されていった。最後は桜花を投棄して脱出を図ったが、わずか10分で全機が撃墜された。721空の306飛行隊、307飛行隊の零戦は、技量も性能も勝るアメリカ軍艦載機と激しく戦ったが、9機もの未帰還機を出してしまい（ほかに出撃時に離陸失敗で1機が大破し搭乗員が戦死）、3機の不時着機だけで全機生還した203空とは対照的であった。一方、アメリカ軍は多数の被弾機はあったが、未帰還となったのは「ホーネット」隊のF6F1機のみであった。
野中隊の全滅後、岡村はこの攻撃失敗を貴重な教訓として活かし、昼間に大編隊での攻撃は困難と判断して、主として薄暮及び黎明時に陸攻少数機を1 - 2機ずつに分散し、陸攻1機あたりに戦闘機2 - 3機の戦闘機の護衛をつけて出撃させる戦術に変更した。沖縄戦で占領した日本軍飛行場で桜花を鹵獲したアメリカ軍は、その兵器としての潜在能力を懸念して警戒を強化していたが、桜花神雷部隊の第3回目の出撃で、駆逐艦「マナート・L・エベール」を撃沈されると、その懸念は現実のものとなり、桜花をもっとも危険な兵器で、これまでに遭遇したなかでもっとも手に負えないものであると考えた。
従軍記者として沖縄戦を取材していた作家ジョン・トーランドは、当時のアメリカ軍艦隊全体の状況を著書『The Rising Sun 大日本帝国の興亡』に「桜花を『BAKA』と蔑んでみても、アメリカ軍艦隊全体に広まった恐怖は決して和らぐことはなかった。」と記述し、アメリカの歴史家の第一人者で海軍軍人でもあったサミュエル・モリソンは、著書『en:The Two-Ocean War』で桜花について「小型なことと、とてつもないスピードのため、BAKA（桜花）はわが軍の艦船に対する最悪の脅威となった。それは、ロンドンを襲ったドイツの誘導ミサイルにほぼ匹敵する脅威となった。」と評価するほど、アメリカ海軍に恐れられることとなった。
野中を出撃させたことを悔やんでいた岡村は、その後も出撃する神雷部隊隊員に「お前たちだけを行かせやしない。俺も必ず行く」と出撃を見送っていた。玉音放送当日、宇垣は彗星に搭乗して17名の部下とともに沖縄に特攻し戦死したが、岡村は厚生省第二復員省に勤務して、部下らの復員に目途がついた1948年7月13日に自殺している。